# Condado de Fort Bend
O Condado de Fort Bend (em inglês:  Fort Bend County) é um dos 254 condados do estado norte-americano do Texas. A sede do condado é Richmond, e sua maior cidade é Sugar Land. Foi criado em 1837.
O condado possui uma área de 2 293 km², dos quais 62 km² estão cobertos por água, uma população de 585 375 habitantes, e uma densidade populacional de 262,4 hab/km² (segundo o censo nacional de 2010).